# Axtbach (Naturschutzgebiet)
Koordinaten: 51° 56′ 14″ N, 8° 4′ 33″ O

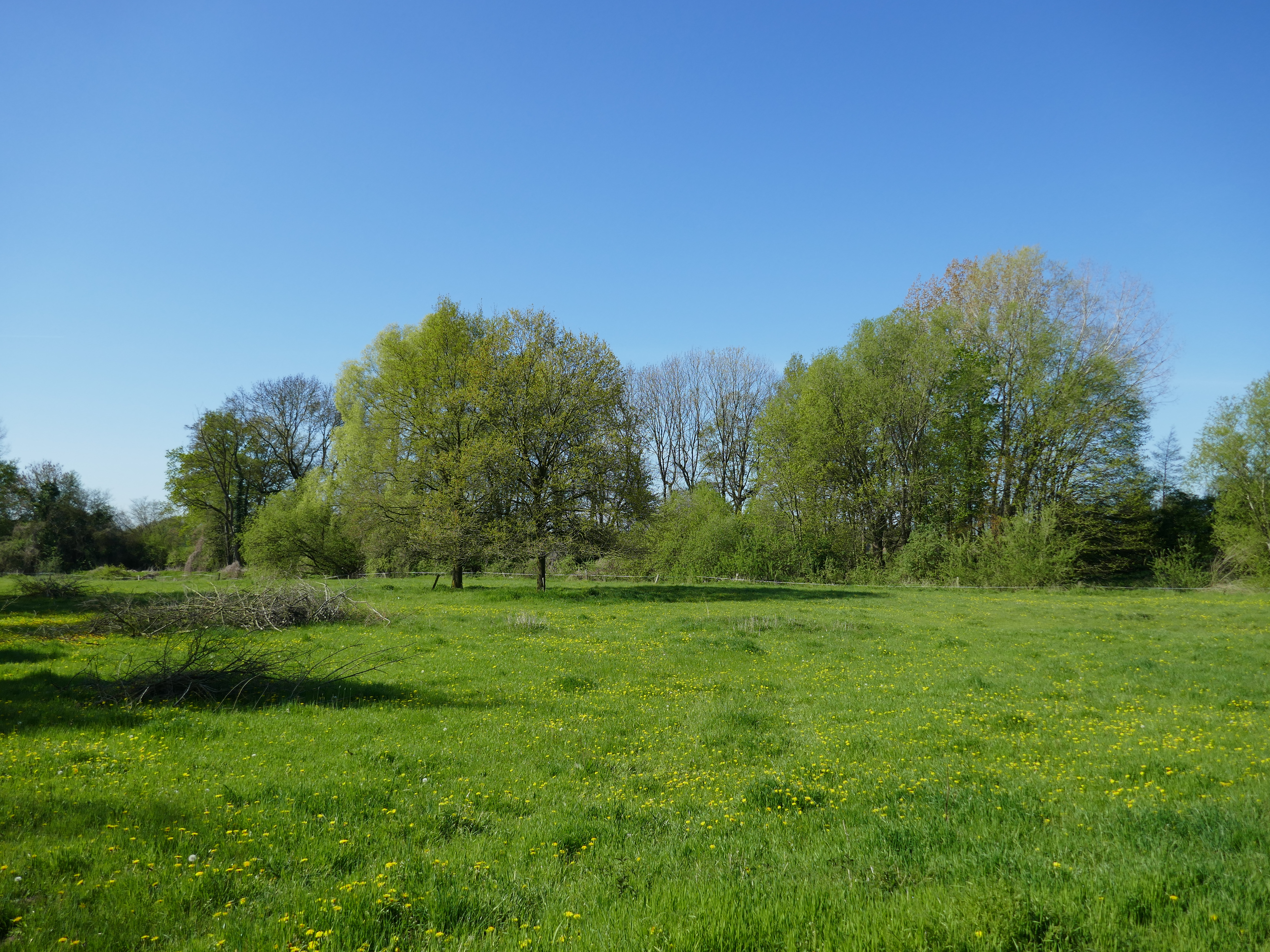
Naturschutzgebiet Axtbach

Das Naturschutzgebiet Axtbach liegt auf dem Gebiet der Gemeinde Beelen und der Stadt Warendorf im Kreis Warendorf in Nordrhein-Westfalen. Das aus zwei Teilflächen bestehende rund 33,8 ha große Gebiet, das im Jahr 1999 unter der Schlüsselnummer WAF-047 unter Naturschutz gestellt wurde, erstreckt sich östlich der Kernstadt Warendorf und nordwestlich des Kernortes Beelen nördlich und südlich der B 64 entlang des Axtbaches. Nördlich des Gebietes erstreckt sich das rund 289 ha große Naturschutzgebiet Emsaue.